# (Everything I Do) I Do It for You
《一切皆為你》（英語："(Everything I Do) I Do It for You"）是加拿大男歌手布萊恩·亞當斯在1991年6月發行的歌曲，它同時也是電影《俠盜王子羅賓漢》（Robin Hood: Prince of Thieves）的主題曲。〈一切皆為你〉在英美的排行榜上雙雙摘冠，在美國的銷售數字突破300萬張，成為該年度最暢銷的單曲之一。布萊恩·亞當斯藉著這首歌曲奪下生平首座葛萊美獎，成功創下個人演藝事業巔峰。

## 資料

### 單曲背景
〈一切皆為你〉除了收錄在《俠盜王子羅賓漢》（Robin Hood:Prince Of Thieves）電影原聲帶當中之外，亦收錄於布萊恩·亞當斯第六張個人錄音室專輯《叫醒鄰居》（Waking Up the Neighbours）當中。1980年出道的布萊恩·亞當斯起初星運並不順遂，他直到1983年第三張個人專輯《Cuts Like a Knife》才有單曲打進告示牌TOP 10，而到1985年第四張專輯《Reckless》才獲得生平第一首全美冠軍單曲〈Heaven〉，這張專輯也是布萊恩·亞當斯首張全美冠軍專輯，布萊恩·亞當斯在1985年達到演藝事業的第一個高峰，《Reckless》全美狂銷500萬張，成為1985年告示牌年度最佳專輯亞軍。
布萊恩·亞當斯雖然在1985年達到事業巔峰，但之後至1980年代結束間這幾年，他在美國樂壇上的表現普通，未再有令歌迷驚喜的作品出現。另外布萊恩·亞當斯在英國的成績並不佳，在1991年之前他在英榜上成績最好的專輯是1985年的《Reckless》，獲得專輯榜第11名。成績最好的單曲則是1985年的〈Run to You〉，這首單曲在英榜獲得第11名。

### 歌曲簡介
〈一切皆為你〉是布萊恩·亞當斯在英國倫敦完成的音樂作品，這是他接受電影公司委託，為電影《俠盜王子羅賓漢》（Robin Hood:Prince Of Thieves）所量身訂做的主題曲，而最後他會成為這首歌曲的主唱人也是個意外。1991年，華納兄弟電影公司正在為剛殺青的新電影《俠盜王子羅賓漢》尋找適合的主題曲，電影配樂負責人在多方尋覓未果，這時透過同業介紹找上了布萊恩·亞當斯。布萊恩·亞當斯是一位全方位創作型歌手，當時他在樂壇已沉寂好幾年時間，雙方洽談後他接下打造主題曲的任務。在電影劇本中，男主角對女主角說的一句話「I Do it for You！」，布萊恩·亞當斯心生靈感遂和工作夥伴一起寫出了〈一切皆為你〉，他寫完〈一切皆為你〉的歌曲並將錄唱帶交給電影公司，圓滿完成任務。
布萊恩·亞當斯在寫〈一切皆為你〉的時候，他並不知道電影公司是否會錄用它，甚至是會找誰來唱這首歌曲，沒想到電影公司高層在聽過這首歌曲的錄唱帶後，對於歌曲相當的滿意，他們很喜歡布萊恩·亞當斯的聲音，所以就決定直接採用錄唱帶的版本，不再另外找他人重唱了。只不過高層的這個決定出現了一個關鍵性的問題，電影《俠盜王子羅賓漢》的時代背景約在12世紀，也就是中世紀的歐洲，這和歌曲中呈現的電子樂器伴奏有明顯違和感，電影配樂負責人再次聯絡創作者，問他是否能再重新錄製這首歌曲，並改以木吉他或笛子等來當伴奏樂器，但布萊恩·亞當斯拒絕了這個請求。最後，主題曲〈一切皆為你〉並未出現在《俠盜王子羅賓漢》的影片中，它被放在正片結束後開始跑字幕的地方，歌曲長度6分半鐘整首播畢，日後布萊恩·亞當斯推出的單曲版本，歌曲長度修剪成3分多鐘。

### 商業成績
〈一切皆為你〉在1991年6月29日進入告示牌單曲榜，首週成績為第53名，這首歌曲在進榜後成績飛快的向上攀升，僅花一個月的時間就登上了冠軍寶座，1991年7月27日〈一切皆為你〉擊敗了EMF的〈Unbelievable〉逕自登上榜首，它蟬連了7週冠軍直到1991年9月14日才被寶拉·阿巴杜的〈The Promise of a New Day〉請下王座，成為布萊恩·亞當斯第二首全美冠軍單曲。〈一切皆為你〉單曲在美銷售量突破300萬張，成為1991年度全美最暢銷的單曲，它也成為了該年度告示牌的「最佳年度單曲」。
〈一切皆為你〉除了在美國造成轟動之外，它在英國也創下排行榜的新紀錄，這首歌曲於1991年7月13日率先美國登上英國單曲榜榜首，並不可思議的連續蟬連了16週冠軍，成為英國史上第四首超過10週的冠軍單曲，另外它還是英國史上蟬聯冠軍時間第二長的單曲，它僅次於法蘭奇連（Frankie Laine）1953年的〈I Believe〉，〈I Believe〉在1953年曾三度登上英單曲榜榜首位置，冠軍總週數為18週，不過布萊恩·亞當斯的〈一切皆為你〉卻是連續蟬連該榜冠軍時間最長的歌曲，截至2019年為止這紀錄仍未被超越。〈一切皆為你〉除了是布萊恩·亞當斯第一首全英冠軍單曲之外，也是他在英國榜上首支TOP 10單曲。

### 獎項評價
〈一切皆為你〉讓布萊恩·亞當斯奪下生平首座的葛萊美獎「最佳創作影視媒體歌曲」（Best Song Written Specifically For A Motion Picture Or For Television），截至2014年為止也是他唯一的一座葛萊美獎。另外，滾石雜誌也認為布萊恩·亞當斯沙啞的嗓音搭配上〈一切皆為你〉的歌詞恰到好處，這首歌曲也讓四年沒出片的布萊恩·亞當斯再度翻紅，成為票房保證。向來嚴苛的滾石雜誌會這樣子評論是有原因的，自1984年瑪丹娜以〈宛如處女〉拿下6週冠軍之後，有將近長達七年的時間，告示牌單曲榜沒有出現一首能超越〈宛如處女〉的歌曲，直到〈一切皆為你〉以7週冠軍的成績超越了它，因此也讓布萊恩·亞當斯鹹魚翻身再創事業第二春，而且是締造了他個人事業的最巔峰。
〈一切皆為你〉於2018年在美國告示牌音樂雜誌「Greatest Of All Time Hot 100 Singles」遴選中位居第19名，相同該雜誌的「Billboard Hot 100 60th Anniversary」共600首歌曲排名中，此曲高居第21名。

### 翻唱
〈一切皆為你〉是一首紅遍全球的經典情歌，布萊恩·亞當斯以他的沙啞嗓音完美詮釋著。1992年來自愛爾蘭的音樂團體 The Fatima Mansions 率先翻唱〈一切皆為你〉，他們將這首歌曲重新編曲大幅改版，單曲成績進入英國單曲榜TOP 10。1998年時，美國女歌手布蘭蒂（英語：Brandy）再次重唱並發行，當時她的唱片製作人是大衛·佛斯特（英語：David Foster），單曲成績進入紐西蘭單曲榜前30名。